# Havelock Ellis

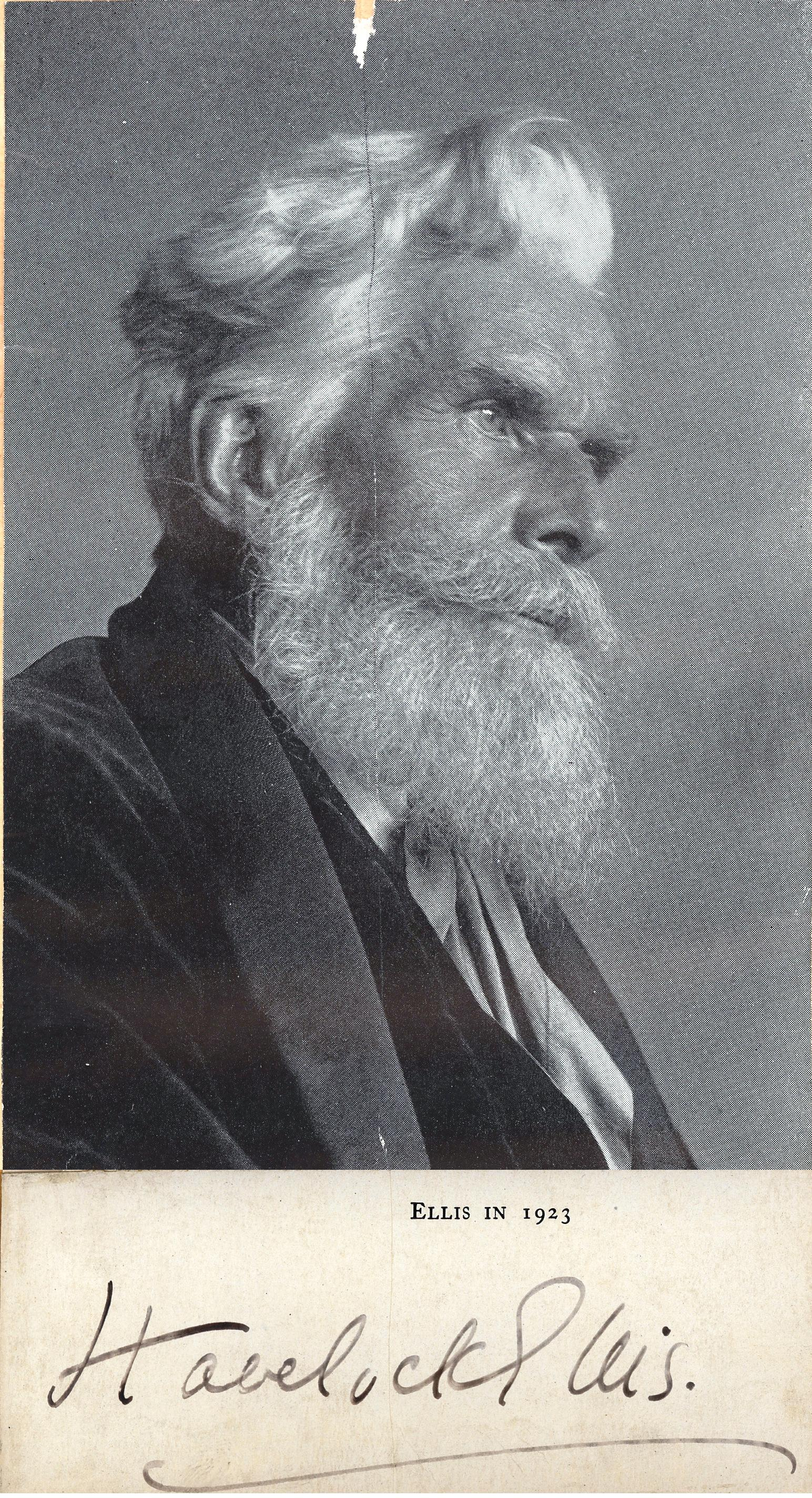
Havelock Ellis

Henry Havelock Ellis (* 2. Februar 1859 in Croydon; † 8. Juli 1939 in Hintlesham, Suffolk) war ein britischer Sexualforscher, Sozialreformer und Fabianer.

## Leben
Havelock Ellis’ Vater, Kapitän eines Segelschiffs, nahm den kränkelnden Sohn 1866 mit auf eine Weltreise. Anschließend besuchte Ellis verschiedene Privatschulen und ging 1875 wieder mit seinem Vater auf eine Weltreise. In Australien ging er aus gesundheitlichen Gründen von Bord und arbeitete als Lehrer. Im April 1879 kehrte er nach London zurück, um Medizin zu studieren.
Als Bewunderer des Arztes und Autors James Hinton schloss sich Ellis einem Kreis von dessen Anhängern an und nahm 1881 sein Studium an der Medical School des St Thomas’ Hospitals auf. 1889 schloss er es mit dem niedrigsten Grad eines Licentiate in Medicine, Surgery and Midwifery der Society of Apothecaries ab. Als Arzt arbeitete er allerdings nie, sondern wurde Privatgelehrter.
Bereits während des Studiums hatte sich Ellis mehr für gesellschaftliche, politische, literarische und wissenschaftliche Fragen interessiert und war als Publizist für Zeitschriften wie To-Day und des Westminster Reviews hervorgetreten. Er war Gründungsmitglied der sozialistisch orientierten Fabian Society und hat 1886 mit der Herausgabe als freizügig geltender Dramen aus dem 16. Jahrhundert begonnen. Verlegerisch war diese Reihe ebenso ein Erfolg wie die 1889 von ihm initiierte Reihe The Contemporary Science Series, in der 1894 auch sein erstes sexologisches Werk Man and Woman erschien. Ellis machte in dieser Zeit auch zahlreiche Bekanntschaften und schloss Freundschaften mit Persönlichkeiten wie Arthur Symins, George Bernhard Shaw, Paul Verlaine, Edward Carpenter und Olive Schreiner. Seine spätere Ehefrau Edith Lees lernte er 1887 kennen. Beide tolerierten Liebesverhältnisse des jeweils anderen. So begann Ellis unter anderem 1914 eine Beziehung mit Margaret Sanger.
Um 1890 widmete sich Ellis vermehrt sexologischen Fragestellungen. Seine Publikationen auf diesem Gebiet machten ihn weltbekannt. Er korrespondierte mit Auguste Forel, Sigmund Freud, Magnus Hirschfeld, Cesare Lombroso, Bronislaw Malinowski und Albert Moll. Seine Studies in the Psychology of Sex, die er zwischen 1896 und 1928 in sieben Bänden veröffentlichte, gelten als sein wichtigstes Werk. Das gerichtliche Verbot des ersten Bandes als „obszön“ machte Ellis schlagartig international bekannt. Er beteiligte sich aktiv an der Bewegung zur Sexualreform, war einer der entschiedensten Verfechter allgemeiner Sexualerziehung und vertrat die Auffassung, dass Schamhaftigkeit bzw. Anstand („modesty“) und Nacktheit sich nicht ausschließen, sondern viele Kulturen, in denen öffentliche Nacktheit nicht tabuisiert ist, dennoch einen ausgeprägten Sinn für Scham/Anstand haben. Die naturistische Bewegung (FKK) bezog sich teilweise auf Ellis.
Seinen Lebensunterhalt verdiente Ellis sich überwiegend mit thematisch unterschiedlichen Beiträgen für Zeitschriften und Zeitungen. In den 1920er und 1930er Jahren wurde er als Autor von Beiträgen und Büchern über Internationalismus und Eugenik sowie Erziehungs- und Sexualratgebern bekannt. Nach seinem Tod kurz vor Ausbruch des Zweiten Weltkrieges wurde er im Golders Green Crematorium in London eingeäschert, wo sich auch seine Asche befindet.

## Schriften (Auswahl)
- als Hrsg.: The Mermaid Series. The best plays of the old dramatists. Vizetelly & Co.; T. Fisher Unwin, London 1887–1896.
- Women and Marriage; or, Evolution in Sex. Illustrating the changing status of women. (Reprinted from the „Westminster Review“). W. Reeves, London 1888.
- The criminal. W. Scott, London 1890.
- The Nationalisation of Health. T. Fisher Unwin, London 1892.
- A Noviciate for Marriage. 1894.
- Man and woman. A study of human secondary sexual characters. Scott, London 1894.
- Studies in the Psychology of Sex. Band 1: Sexual Inversion. University Press, London/Watford 1897.
- Affirmations. Scott, London 1898.
- The evolution of modesty. The phenomena of sexual periodicity. Auto-erotism. The University Press, Leipzig 1900.
- The nineteenth century. A dialogue in Utopia. Grant Richards, London 1900.
- Studies in the Psychology of Sex. F. A. Davis, Philadelphia 1901–1928.
- A study of British genius. Hurst & Blackett, London 1904.
- The soul of Spain. 2. Auflage. Constable, London 1908.
- Sex in relation to society. F. A. Davis company, Philadelphia 1910.
- Three modern seers. Stanley Paul, S.l. 1910.
- The Imperishable Wing. [Tales.]. Stanley Paul & Co, London 1911.
- The problem of race-regeneration. Cassell, S.l. 1911.
- The world of dreams. Constable, London 1911.
- The Task of social hygiene. Constable, London 1912.
- Erotic symbolism. The mechanism of detumescence; the psychic state in pregnancy. F. A. Davis company, Philadelphia 1914.
- Impressions and comments. Constable, London 1914.
- Love-Acre. An idyl in two worlds. Mitchell Kennerley, New York 1914.
- Essays in war-time. Constable, London 1916.
- The Erotic Rights of Women, and The Objects of Marriage. Two essays. 1918.
- Little essays of love and virtue. Black, S.l. 1922.
- Personal Impressions of Edward Carpenter. [With portrait.]. Free Spirit Press, Berkeley Heights 1922.
- The love rights of women. Appeal Pub. Co, Girard, Kan. 1922?
- The Dance of life. Constable, London usw. 1923.
- Sonnets. With folk songs from the Spanish. Houghton Mifflin, Boston 1925.
- The Mine of Dreams. Selected short stories, etc. A. & C. Black, London 1925.
- The New Spirit. Constable and Company, S.l.
- Fountain of life. Being the impressions and comments of Havelock Ellis. Houghton Mifflin; The Riverside Press, Boston, New York, Cambridge 1930.
- Concerning Jude the Obscure. Ulysses Bookshop, S.l. 1931.
- Views and reviews. A selection of uncollected articles 1884–1932. Harmsworth, London 1932.
- Chapman. With illustrative passages. The Nonesuch Press, Bloomsbury London 1934.
- My confessional. Carlton House, New York 1934.
- From Rousseau to Proust. Houghton Mifflin Co, S.l. 1935.
- Morals, manners and men. Watts, London 1939.
- My life. Autobiography of Havelock Ellis. Houghton Mifflin Co, Boston 1939.

### Deutschsprachige Übersetzungen
- Hans Kurella (Hrsg.): Verbrecher und Verbrechen. Wigand, Leipzig 1894.
- Mann und Weib. Anthropologische und psychologische Untersuchung der sekundären Geschlechtsunterschiede. Wigand, Leipzig 1894.
- Sexual-psychologische Studien. Würzburg 1903.
- Geschlechtstrieb und Schamgefühl. A. Stubers Verlag (Curt Kabitzsch), Würzburg 1907.
- Hans Kurella (Hrsg.): Die Gattenwahl beim Menschen mit Rücksicht auf Sinnesphysiologie und allgemeine Biologie. autorisierte dt. Ausgabe m. Unterstützung v. E. Jentsch. A. Stuber, Würzburg 1906.
- Die krankhaften Geschlechts-Empfindungen auf dissoziativer Grundlage. Stuber, Würzburg 1907.
- Hans Kurella (Hrsg.): Geschlecht und Gesellschaft. Grundzüge der Soziologie des Geschlechtslebens. Kabitzsch, Würzburg 1910.
- Hans Kurella (Hrsg.): Die Welt der Träume. Kabitzsch, Würzburg 1911.
- Rassenhygiene und Volksgesundheit. Übersetzung unter Mitarbeit von H. Kurella. C. Kabitzsch, Würzburg 1912.
- Neue Horizonte für Liebe und Leben. Manz, Wien/Leipzig 1922.
- Der Tanz des Lebens. Übersetzung durch Eva Schumann. Meiner, Leipzig 1928.
- Moderne Gedanken über Liebe und Ehe. Übersetzung durch Julia E. Kötscher. Curt Kabitzsch, Leipzig 1924.

### Französischsprachige Übersetzungen (Auswahl)
- La Pudeur. La périodicité sexuelle. L'auto-érotisme, Mercure de France, Paris, 1908.
- L'impulsion sexuelle, Mercure de France, Paris, 1911.
- La sélection sexuelle chez l'homme. toucher - odorat - ouie - vision, Mercure de France, Paris, 1912.
- Bronislas Malinowski (Hrsg.). La vie sexuelle des sauvages du nord-ouest de la Mélanésie, Description ethnographique des démarches amoureuses, du mariage et de la vie de famille des indigènes des îles Trobriand ( Nouvelle-Guinée britannique), mit einem Vorwort von Havelock Ellis, Payot, Paris, 1930.
- La déroute des maladies vénériennes. La moralité sexuelle, Mercure de France, Paris, 1931.
- L'art de l'amour, la Science de la Procreation, Édition française revue et augmentée par l'Auteur, Mercure de France, Paris, 1932.
- Précis de psychologie sexuelle, Traduit de l'anglais par Robert Bouvier, Librairie Félix Alcan, Paris, 1934.